# Weta Limited
Weta Limited é uma holding de empresas cinematográficas com sede no bairro de Miramar, em Wellington, na Nova Zelândia. Foi fundada em 1987 por Richard Taylor e por sua mulher Tania Rodgers, com o nome de RT Effects, em sua própria casa.
Desde esta humilde base de operações, a companhia começou a proporcionar serviços de efeitos especiais para diversos filmes e séries de televisão. O grande salto da empresa aconteceu em 1994, quando seus fundadores se associaram a Peter Jackson e Jamie Selkirk. Neste momento a empresa trocou seu nome para Weta, inspirado num inseto oriundo da Nova Zelândia.

## Divisões
Weta Workshop
É a divisão originária do grupo, e uma das principais.Dedica-se aos efeitos especiais mecânicos.
Weta Digital
É a divisão de efeitos visuais e animação. Foi fundada em 1993.
Unchartered Entertainment
Weta Productions
Weta Collectibles
Weta Tenzan Chain Maille
Weta Publishing